# Neapolitani
Los neapolitani fueron una antigua tribu de Cerdeña.

## Historia
Descrito este antiguo pueblo por Ptolomeo (III, 3), los neapolitani habitaban al sur de otros pueblos, los scapitani y los siculensi y al norte de los solcitani y los noritani.
Su ciudad principal fue Neápolis, ubicada aproximadamente a 20 km al norte de la moderna Guspini.